# Synergie-Officiers
Synergie-Officiers est l'un des deux principaux syndicats d'officiers de police français, syndicat du corps de commandement de la police nationale. Son secrétaire général élu le 6 mai 2010 est Gaelle JAMES, Commandant Divisionnaire à l'emploi Fonctionnelle,. Synergie-officiers est affilié à la CFE-CGC.

## Historique
En mars 2010, son secrétaire général depuis novembre 1998, Bruno Beschizza, est tête de liste UMP (droite) aux élections régionales en Seine-Saint-Denis.

## Condamnation
Le 19 mai 2010, Synergie-Officiers a été condamné à verser 1 euro symbolique à l'ordre des avocats[Lequel ?], et le syndicat des avocats de France pour ses propos caricaturaux et outranciers envers les avocats.

## Représentativité chez les officiers
| Syndicats          | 2006  | 2010  |
| Syndicats          | %     | %     |
| ------------------ | ----- | ----- |
| SNOP               | 53,19 | 54,00 |
| Synergie-Officiers | 44,80 | 44,50 |